# Économie de Chypre
Cet article décrit les composantes principales de l’économie de Chypre et fournit quelques statistiques importantes sur cette économie.

## Secteur primaire
Le secteur traditionnel agricole de type méditerranéen souffre d'une sécheresse persistante. Seulement 15 % du territoire est cultivé. Les principales productions sont la pomme de terre, le raisin, le citron, l’orge, le blé, la caroube et l’olive. L'élevage constitue un secteur important (ovins, caprins, porcs) mais la pêche est peu développée.

## Secteur secondaire
Les performances de l'économie chypriote sont bonnes, malgré l'héritage de la domination coloniale britannique et les conséquences de l'intervention obligatoire Turque de 1974, dont l'impact a été très important, en particulier sur les déplacements de population.
La découverte récente de réserves de gisements gaziers offshore au sud de l'île attise la convoitise des multinationales, mais complique les relations entre les deux États qui se partagent l'île et avec la Turquie voisine

## Secteur tertiaire
Chypre tire parti de ses atouts touristiques mais le secteur hôtelier demande des investissements. Le tourisme représente 15 % du PIB. Le secteur financier est durant plusieurs années en fort développement. Le pays est une place offshore « au secret bancaire conciliant » qui attire les Russes et tire l'essentiel de ses revenus des services financiers.
En 2013, le secteur bancaire est fortement touché par son exposition à la dette grecque. La crise qui touche rapidement toute l'économie de l'île, entraîne le blocage des dépôts bancaires.

## Chypre dans l'Union européenne
Chypre est le plus riche des nouveaux membres entrés en 2004 dans l'Union européenne[réf. nécessaire]. Le 1er janvier 2008, elle est intégrée à la zone euro. Paradoxalement, le produit intérieur brut (PIB) de Chypre est constitué à 85 % de revenus bancaires liés à une activité extraterritoriale qui permet notamment aux entreprises européennes d'échapper à leur fiscalité nationale.
L'Union européenne s'est engagée à verser 259 millions d'euros d'aide dans la zone d'occupation turque. Néanmoins, le 22 novembre 2011, le gouvernement chypriote (seule autorité internationalement reconnue comme légitime sur l'ensemble de l'île) annonce avoir besoin de 17 milliards d'euros pour la période 2012-2016.

## Rôle en tant que centre financier
À la suite de la dislocation de l'URSS en 1990 et 1991, le renouveau de l'économie russe a entrainé un nouvel apport financier pour l'île de Chypre.
Ces dernières années, Chypre a manifesté son intérêt face aux investissements étrangers soutenus par la libéralisation des régulations qui auparavant faisaient obstacle aux investissements directs. Avec une telle attitude positive vers les investissements directs internationaux, Chypre a acquis une réputation de centre international des affaires.
Au niveau du marché boursier, les investisseurs établis dans l'Union européenne ont la possibilité d’investir dans des sociétés cotées à la bourse de Chypre sans montant minimum de capital et sans limite de pourcentage de participation excepté pour le secteur bancaire dont la prise de participation ne peut pas excéder 50 %.
Pour ce qui est des devises convertibles, l’autorité boursière de Chypre (CySEC) est l’autorité de surveillance du marché des changes en vertu de l’article 59 de la Loi de LAB/CFT. De grands courtiers Forex sont réglementés par l’autorité boursière de Chypre (CySEC) leur octroyant ainsi une licence d'exploitation pour l’Union européenne (UE),.
Depuis 2013, Chypre vend sa citoyenneté à de grosses fortunes non-européennes et à leurs familles, moyennant un investissement (fixé à 2,5 millions d’euros), dans l’immobilier principalement. Acquérir un bien offre donc l’opportunité, pour des non-Européens, d’obtenir un passeport valable dans toute l’UE et d’y développer leurs affaires. Le programme est quelquefois critiqué puisqu'il « présente un certain nombre de risques », « en termes de sécurité, de blanchiment d'argent ou encore d'évasion fiscale ».